# Język partyjski
Język partyjski – wymarły zachodnioirański język okresu średnioirańskiego. Był używany w starożytnej Partii, na terenie dzisiejszego Iranu. Był językiem urzędowym obok języka greckiego w okresie Arsacydów między III w. p.n.e. a III w. n.e.
Został poddany silnym wpływom wschodnioirańskich języków Azji Środkowej.

## Pismo i teksty
Najstarsze zapiski języka partyjskiego to ostraki z Nisy koło Aszchabadu z I w.p.n.e. Język partyjski zapisywany był, podobnie jak średnioperski, uproszczonym pismem aramejskim, przez Manichejczyków zaś – pismem manichejskim. Zawierał zaledwie 17 liter.